# Potlatch (label)
Pour les articles homonymes, voir Potlatch.
Potlatch est un label indépendant, créé en 1998 par Jacques Oger, qui enregistre et produit des artistes de musiques improvisées et expérimentales. Ce nom provient du nom d'une cérémonie amérindienne basée sur le don.

## Catalogue Potlatch
- 2017 : Pascale Criton - Infra (P317)
- 2017 : Cristiàn Alvear, Seijiro Murayama - Karoujite (P217)
- 2017 : Michael Pisaro, Didier Aschour, Stéphane Garin - Resting in a Fold of the Fog (P117)
- 2016 : Jean-Luc Guionnet, Dedalus - Distances ouïes-dites (P416)
- 2016 : Marc Baron - Un salon au fond d'un lac  (P316)
- 2016 : Lucio Capece - Kevin Drumm- Radu Malfatti - The Volume Surrounding The Task (P216)
- 2016 : Pascal Battus - Dafne Vicente-Sandoval - (P116) (double CD)
- 2015 : Bryan Eubanks - Stéphane Rives - fq (P215)
- 2015 : Michael Pisaro - Cristiàn Alvear - Melody, Silence (P115)
- 2014 : Jean-Luc Guionnet, Éric La Casa' - Home: Handover Tapes  (P314) (quadruple CD)
- 2014 : Marc Baron - Hidden Tapes  (P214)
- 2014 : Sergio Merce - Microtonal Saxophone (P114)
- 2013 : Klaus Filip, Dafne Vicente-Sandoval - Remoto (P213)
- 2013 : Antoine Beuger, Jürg Frey - Dedalus  (P113)
- 2012 : Angharad Davies, Alfredo Costa Monteiro, Ferran Fages - Pluie Fine (P312)
- 2012 : 300 Basses (Alfredo Costa Monteiro, Jonas Kocher et Luca Venitucci) - Sei Ritornelli (P212)
- 2012 : Lucio Capece - Zero Plus Zero (P112)
- 2011 : Keith Rowe, John Tilbury - E.E. Tension and Circumstance (P311)
- 2011 : Seijiro Murayama, Stéphane Rives - Axiom For The Duration (P211)
- 2011 : Jean-Luc Guionnet, Seijiro Murayama - Window Dressing (P111)
- 2010 : Bertrand Denzler - Tenor (P210)
- 2010 : Pascal Battus, Christine Sehnaoui Abdelnour - Ichnites (P110)
- 2009 : Marc Baron, Loïc Blairon - Formnction (P209)
- 2009 : Phosphor II (P109)
- 2008 : Trio Sowari (Phil Durrant, Bertrand Denzler et Burkhard Beins) - Shortcut (P208)
- 2008 : Jean-Luc Guionnet, Toshimaru Nakamura - Map (P108
- 2007 : Marc Baron, Bertrand Denzler, Jean-Luc Guionnet, Stéphane Rives - Propagations (P107)
- 2006 : Cor Fuhler - Stengam (P206)
- 2006 : John Butcher - Christof Kurzmann - The Big Misunderstanding Between Hertz and MegaHertz (P106)
- 2006 : John Butcher, Xavier Charles et Axel Dörner - Albi Days (P205)
- 2005 : Trio Sowari (Phil Durrant, Bertrand Denzler et Burkhard Beins) - Three Dances (P105)
- 2004 : Serge Baghdassarians, Boris Baltschun, Alessandro Bosetti, Michel Doneda - Strom (P204)
- 2003 : Stéphane Rives - Fibres (P303)
- 2003 : Frédéric Blondy, Lê Quan Ninh - Exaltatio utriusque mundi (P203)
- 2003 : Alessandro Bosetti, Michel Doneda, Bhob Rainey - Placés dans l’air (P103)
- 2002 : Michel Doneda, Urs Leimgruber, Keith Rowe - The Difference Between a Fish (P302)
- 2002 : Triolid (Laurent Dailleau, Isabelle Duthoit et David Chiesa) - Ur Lamento (P202)
- 2002 : Daunik Lazro, Joëlle Léandre, Paul Lovens, Carlos Zingaro - Madly you (P102)
- 2001 : Burkhard Beins, Alessandro Bosetti, Axel Dörner, Robin Hayward, Annette Krebs, Andrea Neumann, Michael Renkel, Ignaz Schick - Phosphor (P501)
- 2001 : Sophie Agnel, Lionel Marchetti et Jérôme Noetinger - Rouge gris bruit (P401)
- 2001 : Jean-Marc Foussat - Nouvelles (P301)
- 2000 : John Butcher, Xavier Charles et Axel Dörner - The Contest of Pleasures (P201) : (trompette)
- 2000 : Pascal Battus, Emmanuel Petit, Dominique Répécaud et Camel Zekri - Au Ni Kita (P101)
- 2000 : Evan Parker et Keith Rowe - Dark Rags (P200)
- 2000 : Denman Maroney et Hans Tammen - Billabong (P100)
- 1999 : Derek Bailey et Steve Lacy - Outcome (P299)
- 1999 : Kristoff K.Roll et Xavier Charles - La Pièce (P199)
- 1998 : Michel Doneda - Anatomie des clefs (P598)
- 1998 : Daunik Lazro et Carlos Zingaro - Hauts plateaux (P498)
- 1998 : Fred Van Hove - Flux (P2398) (double CD)
- 1998 : Derek Bailey et Joëlle Léandre - No Waiting (P198)